# Indira Gandhi
Indira Priyadarshini Gandhi (en hindi: इन्दिरा प्रियदर्शिनी गान्धी; Allahabad, 19 de noviembre de 1917-Nueva Delhi, 31 de octubre de 1984) fue una política india que ejerció como primera ministra de India entre 1966 y 1977 y nuevamente desde 1980 hasta su muerte en 1984. Adicionalmente, fue líder del Partido del Congreso entre 1959 y 1984 y ostentó numerosos otros cargos ministeriales en el gabinete de Lal Bahadur Shastri y también de su propio Gobierno. Hija y heredera política del héroe nacional indio, Jawaharlal Nehru, Indira Gandhi es la segunda gobernante que más tiempo ha ejercido el cargo de primer ministro en este país (solo superada por su padre) y la primera mujer en hacerlo. 
Después de terminar su educación en el extranjero, volvió a su país natal, donde contrajo matrimonio con Feroze Gandhi (de quien tomó el apellido y quien no tiene parentesco alguno con Mahatma Gandhi). Inició pronto su carrera política, cuando ingresó en 1938 al Congreso Nacional Indio (CNI) y participó activamente en la lucha por la independencia de India, dirigida por el legendario Mahatma Gandhi. Tras la independencia de la India en 1947, se convirtió en la compañera política de su padre durante los diecisiete años que este permaneció en el poder. Las frecuentes apariciones de Indira en actos políticos, viajes diplomáticos y eventos internacionales y nacionales acabaron por hacerla una figura conocida por el público y le sirvieron como base para lanzar su propia carrera política.
En 1959, su padre le cedió el cargo de presidente del Congreso Nacional Indio, en un acto que pretendía asegurar que la organización siguiera controlada por un miembro de la familia Nehru-Gandhi. Luego, en 1964, tras el fallecimiento de Jawaharlal Nehru, el político del CNI Lal Bahadur Shastri asumió el cargo de primer ministro de la India con Indira como ministra de Información y Radiodifusión, cargo en el que permaneció hasta 1973. Tras la prematura muerte de Shastri, Indira Gandhi se hizo con el cargo de secretaria general del CNI y se convirtió en primera ministra en 1966. Adicionalmente, ocupó sucesivamente los cargos de ministra de Relaciones Exteriores (1967-1969), ministra de Finanzas (1969-1970), ministra de Interior (1970-1973) y ministra de Defensa (1975).
Durante su gobierno de casi once años, desarrolló una política económica orientada a industrializar al país. Mantuvo buenas relaciones con la Unión Soviética y apoyó la independencia de Bangladés con la finalidad de debilitar a Pakistán, su vecino país y rival geopolítico. Su política exterior también incluyó un sustancial distanciamiento respecto a Estados Unidos. En 1975, declaró el estado de emergencia en el país, censuró las críticas en los medios, suspendió el derecho a la defensa en cortes de justicia, ordenó la esterilización obligatoria y gobernó por decreto hasta 1977, momento en el que convocó nuevas elecciones, que perdió contra del Partido Popular Indio. De esta manera, el líder de esta formación política, Morarji Desai (y uno de sus principales opositores) se convirtió en primer ministro. 
Después de su salida del poder, se enfrentó a acusaciones de corrupción, violaciones de la ley electoral y de haber ejecutado una política represiva contra sus opositores. No obstante, la división entre los integrantes del Gobierno que la había sucedido en 1977 condujeron a un voto de censura contra Morarji Desai. El presidente, Neelam Reddy, trató de salvar la legislatura nombrando a Charan Singh como nuevo primer ministro, pero su Gobierno colapsó al cabo de unos meses y se celebraron nuevas elecciones en 1980, en las que Indira Gandhi y el CNI resultaron vencedores. 
Durante este nuevo período en el gobierno, Indira se centró en reprimir el nacionalismo sij en el Punyab. Este movimiento quería un Estado confesional sij y buscaba independizar el Punyab para conseguirlo. El Gobierno de Indira reprimió los intentos de llevar a cabo la separación del Punyab, dejando un saldo de cientos de muertes civiles y ordenó la ejecución de la Operación Estrella Azul, la cual se saldó con la muerte de Jarnail Singh Bhindranwale, líder sij que había sido una de las figuras centrales del movimiento separatista. Estas acciones generaron un gran descontento entre la minoría sij en India pero fortaleció su popularidad entre varios segmentos de la sociedad del país, lo que le permitió ganar las elecciones de 1984. Tres meses después, fue asesinada por dos de sus guardaespaldas, que le asestaron 31 impactos de bala. Los guardaespaldas formaban parte de la minoría sij y fueron abatidos poco después.

## Infancia e inicios
Indira Gandhi nace el 19 de noviembre de 1917, hija de Jawaharlal Nehru, un abogado descendiente de una familia acomodada en la India, educado en el Reino Unido, asistió al Somerville College en Oxford, estudiando Historia Moderna, pero solamente por un año a causa de su mala salud. Tuvo una importante participación en el proceso de independencia de la India.
Indira creció entre las comodidades que le ofrecía la situación económica familiar. La carrera política de su padre por la independencia de la India la mantuvo distanciada de él durante su infancia. Indira fue educada en prestigiosos colegios e instituciones en la India, Suiza y Reino Unido.

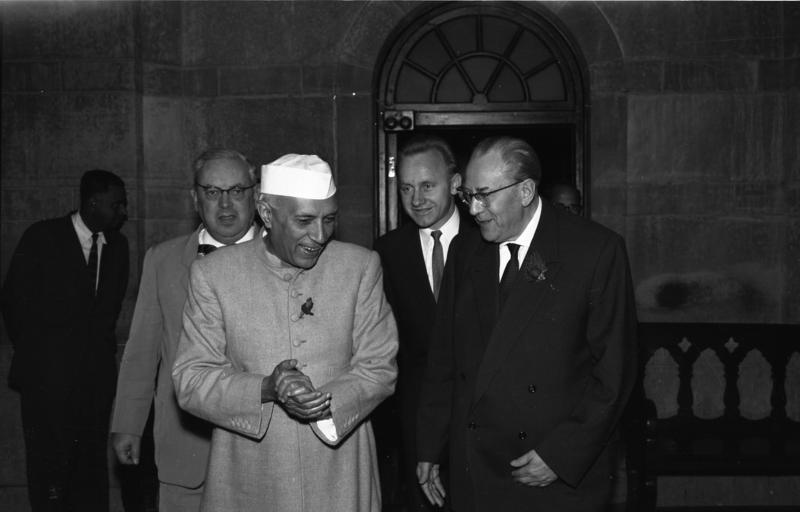
Jawaharlal Nehru, padre de Indira Gandhi y primer ministro de la India durante diecisiete años.

Tras regresar a la India contrajo, en 1942, matrimonio con Feroze Gandhi (sin ningún parentesco con Mahatma Gandhi), aunque su familia no lo aprobaba del todo, con quien tuvo dos hijos, Sanjay y Rajiv Gandhi. No obstante, las continuas infidelidades de su pareja la llevaron al progresivo distanciamiento que acabó en abandono, mudándose a la residencia de su padre y convirtiéndose a partir de entonces en su confidente. Fue así como comenzó el acercamiento de Indira Gandhi a la política.

## Carrera política

### Comienzos en la política
Indira comienza su carrera en el mundo político cuando empieza a acercarse a su padre, el consagrado primer ministro Nehrú. Indira se convirtió no solo en la más allegada y abnegada aliada de su padre, sino que también pasó a ser una figura pública de la jet set, al viajar en las diferentes giras, reuniones, conferencias y demás eventos, así como conociendo a los más destacados políticos a nivel internacional. Acompañó a su padre a la coronación de la reina Isabel II del Reino Unido en 1953. 

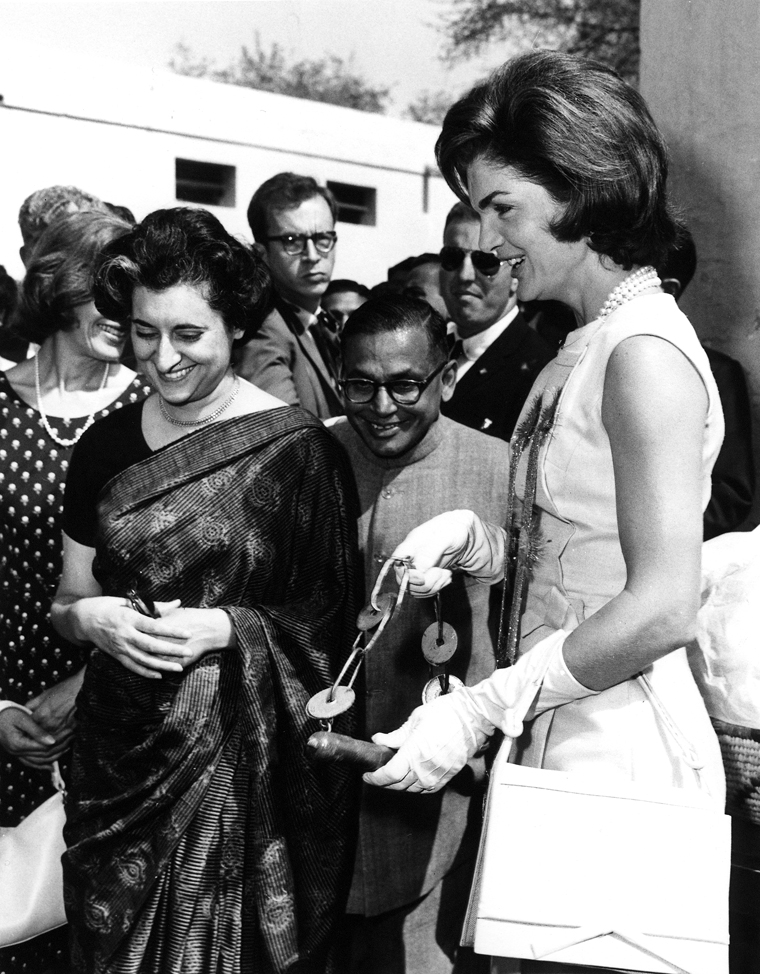
Indira Gandhi y Jacqueline Kennedy en Nueva Delhi en 1962.

En 1959, fue nombrada jefa del Partido del Congreso y comienza a intervenir más en la política, hasta que finalmente en 1964, con la muerte de su padre y la formación del nuevo Gobierno por el primer ministro Lal Bahadur Shastri, fue nombrada ministra de Información y Radiodifusión. El liderazgo de Shastri duró poco. Solo dos años más tarde murió repentinamente e Indira fue elegida por los líderes del Partido del Congreso para ser primera ministra. Esto sería el comienzo de una nueva era para la India y una nueva etapa para Indira Gandhi.

### Ascenso y consolidación en el poder (1966-1977)
Indira permanece en sus funciones ministeriales, ello a pesar de la mala percepción que parece tener en los sectores políticos, por considerarla incapaz de ejercer ningún cargo político. Pero Indira no sólo demostrará que en efecto era una buena política, sino que de hecho apelará a sus instintos convirtiéndose en una líder popular entre las masas hindúes. 
Pronto sus habilidades parlamentarias fueron afinadas y logró con un estilo populista, así como con un eficiente sistema propagandístico, asegurar su liderato en el Partido del Congreso, alcanzando la secretaría general del partido. 
Es entonces cuando en 1966, con la repentina muerte del primer ministro Lal Bahadur Shastri, los parlamentarios quedaron en el limbo del liderazgo, ante lo cual los jefes y líderes de los diferentes partidos determinaron que lo más conveniente sería un líder dócil, por lo cual, en lo que a ellos concernía, la inofensiva «Sra. Gandhi» sería la opción ideal, reconocida, con renombre y vinculada a la portentosa «dinastía Nehrú-Gandhi». Es así como es nombrada primera ministra de India, pero en lo progresivo los parlamentarios descubrirían cuan equivocados estaban, si pensaban que ella sería una gobernante pasiva. 
Gandhi asumió el cargo en un momento crítico en la historia del país. La guerra indo-pakistaní había terminado poco antes. La nación se encontraba en medio de una sequía de dos años, lo que resulta en grave escasez de alimentos y de una crisis económica más profunda con el aumento de la inflación y el desempleo. La situación política en la India fue igualmente afectada. En las cuartas elecciones generales, de 1967, el Congreso retuvo el control mayoritario (y fue reelegida Gandhi como su líder), pero perdió el control en la mitad de las legislaturas estatales. Después de veinte años de dominio político, el Partido del Congreso comenzaba a experimentar serias dificultades.

#### Guerra Indo-Pakistaní (1971)

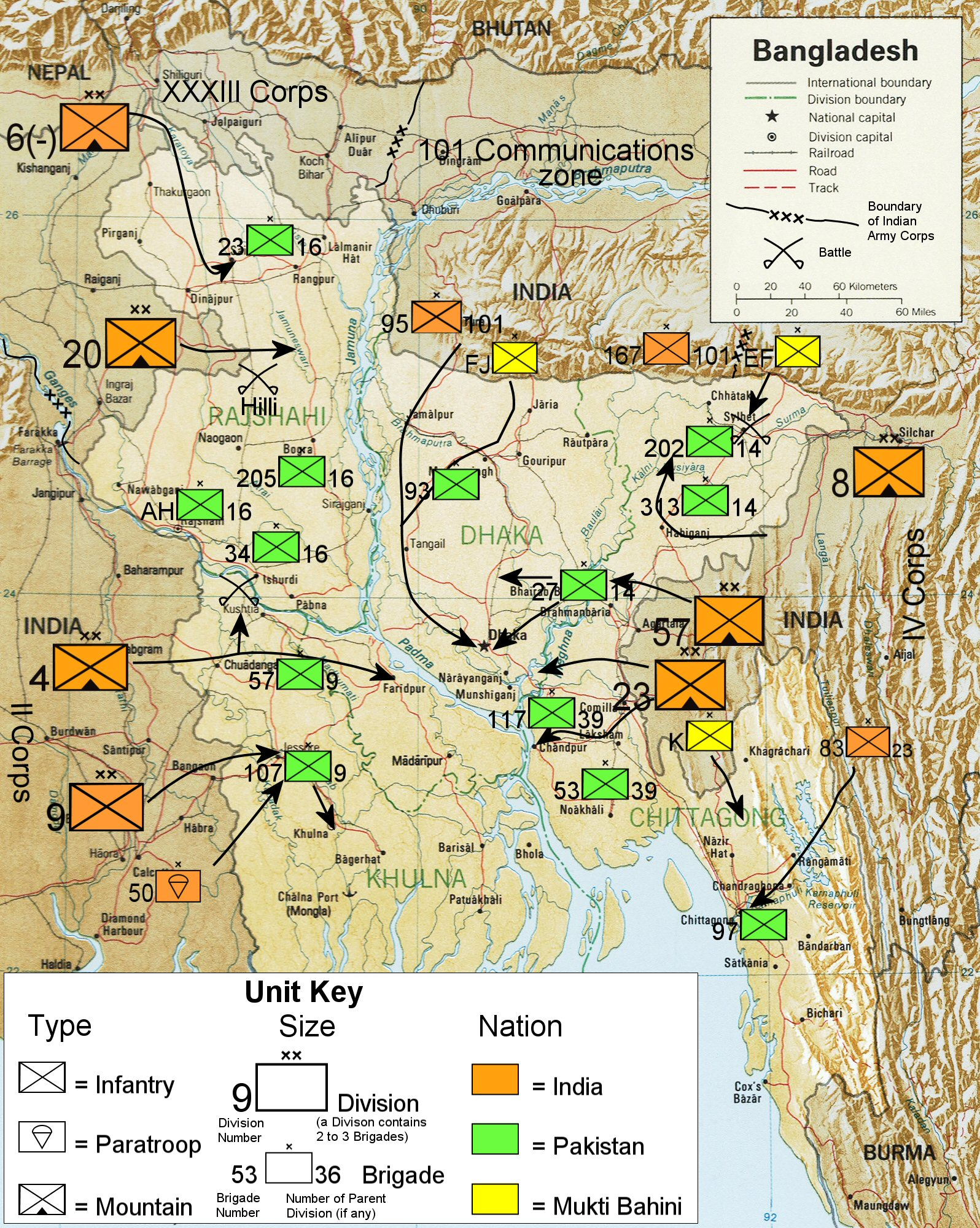
Ilustración de las unidades militares y los movimientos de tropas durante la guerra, sobre el territorio de Pakistán Oriental, que al final de la guerra se transformó en Bangladés.

El ejército de Pakistán había estado llevando a cabo atrocidades generalizadas contra la población civil del este de Pakistán. Esto causó una inmigración masiva de la población de dicho territorio hacia la India. Se estima que 10 millones de refugiados huyeron a la India, causando dificultades financieras e inestabilidad en el país, cuestión que produjo graves roces internacionales y una seria confrontación diplomática y política entre la India y su vecino Pakistán. No obstante, Indira no frenó las inmigraciones masivas, sino que permitió la entrada a la India y maniobró para su recibimiento. Tal cuestión provocó que la tensión internacional aumentase y el Gobierno estadounidense bajo la administración de Richard Nixon consideraba las acciones de Indira como irracionales e irresponsables, lo cual se sumaba al hecho de que ni el secretario de Estado Henry Kissinger como tampoco el mismo Nixon se llevaban bien con la mandataria india. Además, las relaciones de India con Estados Unidos se habían enturbiado debido a la tendencia izquierdista del Gobierno de Indira Gandhi, por lo cual, Estados Unidos resolvió apoyar a Pakistán.
Pero Indira sabía muy bien lo que hacía, permitió que los refugiados continuaran llegando mientras que al mismo tiempo firmó el Tratado de Amistad y Cooperación con la Unión Soviética, obteniendo como resultado el apoyo político del otro gigante internacional y un veto soviético en la ONU, que dejó fuera de acción a todos los países respecto a esta situación.
Sin ninguna resolución, ni organización ente que pudiese detenerla, preparó las tropas indias y desplegó 93.000 soldados al este de Pakistán, derrotando fácilmente a los ejércitos pakistaníes y logrando con el apoyo popular instalar un nuevo régimen, independizando al territorio con su victoria militar en 1971, dando lugar al nacimiento de Bangladés, una "república independiente", pero que en realidad era una nación satélite de la India.
La victoria de Indira Gandhi le otorgó el estatus de heroína y la transformó de forma definitiva en una primera ministra respetada y popular. Su proceder había sido impecable y gracias a ello India no sólo le había demostrado al mundo su potencial político y militar sino también su firmeza.

Indira Gandhi en visita a Brasil, 1968. Archivo Nacional del Brasil.

#### Política exterior
Gandhi invitó más tarde al presidente pakistaní Zulfikar Ali Bhutto a Shimla para una cumbre de una semana de duración. Después de la casi quiebra de las conversaciones, los dos jefes de Estado finalmente firmaron el Acuerdo de Shimla, que unía los dos países para resolver la controversia de Cachemira por medios pacíficos y negociaciones. Debido a su antipatía por Nixon, las relaciones con los Estados Unidos se volvieron distantes, mientras que las relaciones con la Unión Soviética se estrecharon.
Ella fue criticada por algunos por no hacer de la Línea de Control (LoC) una frontera permanente, mientras que algunos críticos incluso creían que Cachemira, administrada por Pakistán, debería haber sido extraída de Pakistán, cuyos 93.000 prisioneros de guerra estaban bajo el control indio. Pero en el acuerdo se eliminaron inmediatamente las interferencias de Naciones Unidas y de terceros, y se reduce considerablemente la probabilidad de que Pakistán realizara un ataque importante en el futuro cercano. Al no exigir grandes concesiones sobre temas sensibles para Bhutto, se permitió a Pakistán lograr una estabilización y normalización. Las relaciones comerciales también se normalizaron, aunque algunas relaciones se mantuvieron congeladas por un año.

#### Programa de armamentos nucleares
En respuesta a la amenaza nuclear de la República Popular de China, Gandhi inició un programa nuclear nacional, que fue iniciado en 1967 con el fin de lograr estabilidad y seguridad nacional, independiente de las de las superpotencias nucleares. En 1974, India realizó con éxito una prueba nuclear subterránea, extraoficialmente con el nombre clave de "Buda sonriente", cerca de la aldea del desierto de Pokhran en Rajasthan. La prueba se presentó con fines pacíficos y la India se convirtió en la más joven de entonces en utilizar la energía nuclear.

#### Revolución Verde
Los Programas especiales de innovación agrícola y el apoyo extra del Gobierno que se pusieron en marcha en la década de 1960, finalmente transformaron la escasez crónica de alimentos de la India en la producción de excedentes de trigo, arroz, algodón y la leche. El éxito se atribuye principalmente a la mano de obra proveniente en su mayoría de agricultores sijes del Punyab. En lugar de depender de la ayuda alimentaria de Estados Unidos —encabezado por un presidente a quien no le gustaba mucho Gandhi (el sentimiento era mutuo: para Nixon, Indira era "la vieja bruja")—, el país se convirtió en un exportador de alimentos. Ese logro, junto con la diversificación de su producción de cultivos comerciales, se ha conocido como la «Revolución Verde». Al mismo tiempo, la «Revolución Blanca» fue una expansión en la producción de leche, que ayudó a combatir la malnutrición, especialmente entre los niños pequeños. El programa, llamado «Seguridad alimentaria», fue otra fuente de apoyo a Gandhi en los años previos a 1975.
Fundada en la década de 1960, la Revolución Verde fue el nombre oficial dado al Programa de Distrito intenso Agrícola (IADP) que trataba de asegurar grano abundante, de bajo costo para la población urbana en cuyo apoyo Gandhi —como de hecho todos los políticos indios— en gran medida dependía. El programa se basa en cuatro premisas: 1) las nuevas variedades de semillas, 2) la aceptación de la necesidad de la quimicalización de la agricultura india, es decir, fertilizantes, pesticidas, herbicidas, etc, 3) un compromiso con la nacional e investigación internacional de cooperación para desarrollar variedades nuevas y existentes de semillas mejoradas y 4) el concepto de desarrollo de las instituciones científicas, la agricultura en forma de Land Grant Colleges.

#### Victoria electoral, segundo mandato
El Gobierno de Indira enfrentó mayores problemas después de que su mandato terminó en 1971. La estructura interna del Partido del Congreso se había marchitado a partir de sus numerosas divisiones, dejándolo totalmente dependiente de su liderazgo, para la fortuna de su elección. Garibi Hatao (erradicar la pobreza) fue el tema de 1971 que Gandhi ofertaba. El lema y los programas propuestos para combatir la pobreza, que venían con él, fueron diseñados para dar un apoyo a Gandhi de forma nacional, concentrándose en las zonas rurales y en las zonas urbanas pobres. Esto le permitiría eludir las castas dominantes de los Gobiernos estatales y locales, y del mismo modo a la clase comercial urbana. Y, por su parte, los pobres consiguieron ganar peso político, lo que valió la pena esos programas políticos.
Los programas creados a través de Garibi Hatao, aunque llevados a cabo a nivel local, se financiaron, desarrollaron, supervisaron y administraron por Nueva Delhi y el partido del Congreso Nacional Indio. «Estos programas también proporcionarán el liderazgo político central debido a los recursos del patronazgo, nuevo y vasto, que se entregarán en todo el país...». Los eruditos y e historiadores están de acuerdo en cuanto al fracaso de la Garibi Hatao para aliviar la pobreza, ya que sólo el 4 % de los fondos asignados para el desarrollo económico fueron a los tres principales programas contra la pobreza, y algunos de estos nunca llegó a «los más pobres de los pobres», por lo que el vacío eslogan del programa se utilizó principalmente para generar apoyo a la reelección de los populistas de Gandhi.

#### Corrupción y fraude electoral
El 12 de junio de 1975 el Tribunal Superior de Prayagraj declaró la elección de Indira Gandhi vacante por motivos de fraude electoral. La destitución se desencadenó, tras una petición presentada por el candidato Raj Narain, quien la había denunciado por varios cargos importantes, entre ellos la utilización de recursos públicos para hacer campaña. Así, el Tribunal ordenó la destitución de su escaño en el Parlamento y se le prohibió participar en las elecciones durante seis años. A raíz de esto, el primer ministro debía ser miembro de cualquiera de los Lok Sabha (Cámara Baja del Parlamento de la India) o la Rajya Sabha (Cámara Superior del Parlamento). Por lo tanto, esta decisión efectivamente la destituyó de su cargo. La señora Gandhi había pedido a uno de los mejores juristas de la India y también uno de sus colegas en el gobierno, el Sr. Ashoke Kumar Sen que la defendiera en los tribunales. Se ha escrito que a la señora Gandhi se le dijo que sólo iba a ganar, si el Sr. Sen estaba con ella.
Sin embargo, Gandhi rechazó los pedidos de renuncia y anunció planes para apelar ante el Tribunal Supremo. El veredicto fue pronunciado por el Sr. Sinha en el Tribunal Superior de Justicia de Prayagraj. Casi cuatro años después el caso fue llevado por Raj Narain, el oponente derrotado por Indira Gandhi en las elecciones parlamentarias 1971. Gandhi, que prestó declaración en su defensa durante el juicio, fue hallada culpable de prácticas electorales deshonestas, de gastos electorales excesivos, y de la utilización de maquinaria y funcionarios del gobierno para uso propios. [ 14 ] El juez rechazó las acusaciones más graves de corrupción en su contra.
Indira insistió en la convicción de no debilitar su posición, a pesar de haber sido destituida de la cámara baja del parlamento, Lok Sabha, por orden del Tribunal Supremo. Ella dijo: "Hay muchos que dicen que nuestro gobierno no está limpio, pero desde nuestra experiencia, la situación era mucho peor cuando [la oposición] los partidos formaban gobierno". También rechazó las críticas de la forma en que el Partido del Congreso recaudaba fondos para la campaña electoral, diciendo que todas las partes utilizaban los mismos métodos. La primera ministra mantuvo el apoyo de su partido, que emitió un comunicado en su respaldo. Tras la noticia de la propagación del veredicto, cientos de seguidores se manifestaron frente a su casa, prometiendo su lealtad. El Alto Comisionado de la India en el Reino Unido Braj Kumar Nehru dijo que la convicción de Gandhi perjudicaría su carrera política. "La señora Gandhi tiene aún hoy un apoyo abrumador en el país", dijo. "Creo que la Primera Ministra de la India continuará en el cargo hasta que el electorado de la India decida otra cosa".

#### Estado de emergencia
Gandhi se propuso restaurar el orden, ordenando la detención de la mayoría de la oposición que participan en disturbios. Su gabinete y el gobierno, recomendaron al presidente Fakhruddin Ali Ahmed declarar un estado de emergencia, debido al desorden y la anarquía tras la decisión del Tribunal Superior de Prayagraj. En consecuencia, el 26 de junio de 1975 Ahmed declaró el estado de emergencia causado por el desorden interno, con base en lo dispuesto en el artículo 352 de la Constitución. A través de este acto, se suspendieron las libertades civiles de los ciudadanos, la prensa fue agudamente censurada y la mayoría de la oposición, fue detenida sin juicio. A lo largo de lo que se conoce como el "Reino del Terror", miles de disidentes fueron encarcelados sin el debido proceso.

#### Gobierno por decreto
En pocos meses, se impuso el régimen presidencial en los dos estados de Gujarat y Tamil Nadu, gobernados por el partido de la oposición, con lo que todo el país quedó bajo el dominio directo del Gobierno central o de los Gobiernos dirigidos por el partido del Congreso. Se otorgaron poderes a la policía para imponer toques de queda y detener a los ciudadanos indefinidamente. Todas las publicaciones fueron sometidas a una importante censura por parte del Ministerio de Información y Radiodifusión. Por último, las inminentes elecciones a la Asamblea Legislativa se pospusieron indefinidamente, y todos los Gobiernos estatales controlados por la oposición fueron revocados en virtud de la disposición constitucional que permitía la destitución de un Gobierno estatal por recomendación del gobernador del estado.
Indira Gandhi utilizó las disposiciones de emergencia para cambiar a los miembros conflictivos del partido. 
"A diferencia de su padre, Jawaharlal Nehru, que prefería tratar con ministros fuertes que controlaran sus partidos legislativos y las organizaciones estatales del partido, la señora Gandhi se propuso eliminar todos los ministro del Congreso que tenía una base independiente y sustituirlos con leales a ella... Aun así, no pudo mantener la estabilidad de los estados... ".
El presidente Ahmed dictó ordenanzas que no requerían debate en el Parlamento, lo que permitió a Gandhi gobernar por decreto.
Al mismo tiempo, el Gobierno de Gandhi emprendió una campaña para acabar con la disidencia como el arresto y la detención de miles de activistas políticos, Sanjay dio inicio a la limpieza de los barrios marginales alrededor de Delhi de Jama Masjid, bajo la supervisión de Jag Mohan, más tarde el teniente gobernador de Delhi, que miles habría dejado de personas sin hogar y cientos de muertos, y llevó a amargura comunales en aquellas partes de la capital del país, y el programa de planificación familiar que se impuso por la fuerza la vasectomía en miles de padres, y fue administrado a menudo mal.

### La caída

#### Elecciones de 1977
En 1977, después de prorrogar el estado de emergencia en dos ocasiones, Gandhi convocó elecciones para dar al electorado la oportunidad la oportunidad de legitimar su mandato. Es probable que Gandhi midiera mal su popularidad al leer lo que la prensa, fuertemente censurada, escribía sobre ella.  La oposición estaba constituida por la alianza Janata, formada por el partido Bharatiya Jana Sangh, el Congreso (O), los partidos socialistas y el partido Bharatiya Kranti Dal de Charan Singh, que representaba a los campesinos y agricultores del norte. La alianza Janata, con Jai Prakash Narayan como guía espiritual, afirmó que las elecciones eran la última oportunidad para que la India eligiera entre "democracia y dictadura". 
Durante la campaña, el Partido del Congreso se dividió, ya que algunos veteranos partidarios de Gandhi como Jagjivan Ram, Hemvati Nandan Bahuguna y Nandini Satpathy se escindieron alrededor de una nueva formación política, el CFD (Congreso para la Democracia), debido principalmente a la política interna del partido y a las circunstancias creadas por el hijo de Indira, Sanjay. 
El partido del Congreso, de Gandhi fue derrotado con contundencia en las elecciones. El lema "democracia o dictadura" promovido por la alianza Janata caló en la opinión pública. Gandhi y su hijo Sanjay Gandhi no resultaron elegidos, perdieron sus escaños y el partido del Congreso quedó reducido a 153 escaños, frente a los 350 de la anterior cámara del Lok Sabha, 92 de ellos en el sur.
La alianza Janata, bajo el liderazgo de Morarji Desai, llegó al poder tras el levantamiento del estado de emergencia. Los partidos de la alianza se fusionaron posteriormente para formar el Partido Janata bajo la dirección del líder gandhiano, Jayaprakash Narayan. Los otros líderes del Partido Janata fueron Charan Singh, Raj Narain, George Fernandes y Atal Bihari Vajpayee.

#### Salida y arresto
La caída de Indira Gandhi comenzó después de que la India ganase la guerra contra Pakistán en 1971. El Tribunal Superior de Prayagraj halló a Indira Gandhi culpable de corrupción electoral en las elecciones de 1971.
En 1975, Indira Gandhi proclamó el estado de emergencia en virtud del artículo 352 en el que ordenó la detención de sus opositores, que más tarde se unieron y formaron el Partido Janata. En 1977, Indira Gandhi y su partido, el Congreso Nacional Indio, perdió las elecciones frente a la Janata, una coalición de casi todos los oponentes de Indira. Después de las elecciones, Gandhi se encontró sin trabajo, ingresos o residencia.[cita requerida] Se dividió el Partido del Congreso durante la campaña electoral de 1977: los partidarios de Gandhi, como el veterano Jagjivan Ram y su fiel Bahuguna Satpathy Nandini - muy cercanos a Indira - se vieron obligados a separarse, debido a politiqueos y posiblemente a las circunstancias creadas por Sanjay Gandhi.[cita requerida] El rumor principal era que Sanjay tenía intenciones de desalojar a Indira.[cita requerida] El Partido del Congreso era ahora un grupo mucho más pequeño en el Parlamento, a pesar de la oposición oficial.
Una vez que el Partido Janata llegó al poder, su objetivo era devolver a todos los ciudadanos de la India las libertades perdidas cuando Indira Gandhi declaró el estado de emergencia.[cita requerida] El líder del Partido Janata fue Jayaprakash Narayan, que mantuvo el partido unido. Los dirigentes del Partido Janata fueron Morarji Desai, Charan Singh, Raj Narain y Atal Bihari Vajpayee.
Incapaz de gobernar debido a conflictos de la coalición rebelde, el ministro del gobierno Janata, Choudhary Charan Singh, ordenó el arresto de Indira Gandhi y Sanjay por varios cargos, ninguno de los cuales sería fácil de probar en un tribunal indio.[cita requerida] El arresto significaba que Indira fue expulsada automáticamente del Parlamento. Estas alegaciones incluían que Indira Gandhi, presuntamente, "habría planeado o pensado en matar a todos los líderes de la oposición en la cárcel durante la emergencia".[cita requerida] Sin embargo, esta estrategia fracasó estrepitosamente. Su arresto y juicio de larga duración, sin embargo, ganó la simpatía de mucha gente que había temido que llegase a convertirse en una tirana tan sólo dos años antes.[cita requerida]
La coalición Janata estaba unida sólo por su odio a Indira (o "esa mujer", como algunos la llamaban).[cita requerida] Con tan poco en común, el gobierno estaba abrumado por las luchas internas y Gandhi fue capaz de utilizar la situación en su ventaja.[cita requerida] Comenzó a dar más discursos, pidiendo tácitamente disculpas por "errores" cometidos durante la emergencia.
Jayaprakash Narayan murió el 8 de octubre de 1979, lo que rompió la unidad del Partido Janata y Desai tomó su lugar. Desai dimitió en junio de 1979, y Charan Singh fue nombrado primer ministro por Reddy después de que Gandhi prometiese al Congreso el apoyo de su gobierno desde el exterior. Después de un breve intervalo de tiempo, retiró su apoyo inicial y el Presidente Reddy disolvió el Parlamento en el invierno de 1979. En las elecciones de enero del año siguiente, el Congreso volvió al poder con una mayoría aplastante.

### Regreso

#### Crisis de divisas
Durante la década de 1980, Indira no consiguió detener la caída del 40 % en el valor de la rupia india, 7 a 12 contra el dólar de EE.UU. Sin embargo, se argumenta que el Banco de la Reserva de la India decidió devaluar la rupia india para hacer las exportaciones más competitivas.

#### Operación Estrella Azul
La crítica de sus tácticas contra partidos de la oposición había sido equilibrada por la aprobación popular de su rápida acción en junio pasado para sofocar un brote terrorista sij en el estado del Punyab. En julio de 1982, Jarnail Singh Bhindranwale, líder de la institución religiosa sij Damdami Taksal, con sede en el septentrional estado indio del Punyab, lideró una campaña para la aplicación de la Resolución Anandpur Sahib, con la intención de crear un estado independiente confesional sij en la región. En respuesta a este brote independentista, Indira Gandhi ordenó el 6 de junio de 1984 la Operación Estrella Azul, durante una de las fiestas más sagradas sijes: el ejército indio abrió fuego en el Templo Dorado Harmandir Sahib, en Amritsar. 
Según las cifras oficiales del Gobierno, más de 600 personas murieron en el ataque contra el templo, incluyendo el líder militante sij, Jarnail Singh Bhindranwale. Otros informes colocan la cifra tan alta como 1200. Durante el conflicto se impidió el acceso a los medios internacionales, devotos sijes y organizaciones de derechos humanos. Este hecho generó un gran descontento entre la minoría sij, desembocando en el asesinato de Indira Gandhi el 31 de octubre de 1984, a manos de sus guardaespaldas sijes. La noche antes de su muerte, dijo a un mitin político: 
«No me importa si mi vida va en el servicio de la nación. Si muero hoy, cada gota de mi sangre vigorizará a la nación».

## Asesinato
La primera ministra india, Indira Gandhi, fue asesinada a las 9:29 de la mañana del miércoles 31 de octubre de 1984 en su residencia en Safdarjung Road en Nueva Delhi. Fue abatida por dos de sus guardaespaldas sijs, Satwant Singh y Beant Singh, en el marco de la  Operación estrella azul, el asalto que realizó el ejército indio, ordenado por Indira Gandhi, en junio del mismo año, para desalojar a Jarnail Singh Bhindranwale y sus seguidores del Templo Dorado en Harmandir Sahib en Amritsar, en la región del Punjab. La operación causó la muerte de muchos peregrinos , así como daños en el Akal Takht y la destrucción de la Biblioteca de Referencia Sij. La acción fue criticada por los sijs tanto dentro como fuera de la India.